# Muck
Muck ( Eilean nam Muc (?·pàg.) en gaèlic) és una petita illa de les Hèbrides Interiors situada a la costa nord-oest d'Escòcia. Aquesta illa forma part de l'arxipèlag de les Small Isles («illes petites»), del qual Muck n'és l'illa més petita.
Muck amida al voltant de quatre quilòmètres d'est a oest i la majoria dels seus treinta habitants viuen al poble de Port Mòr, situat a la costa sud-est. L'altra localitat de l'illa és la granja de Gallanach a la costa nord, que enllaça amb Port Mòr a través de l'única carretera de l'illa, esfaltada el 2005, de 2,4 quilòmetres de llargada.
L'illa es troba al sud-oest d'Eigg; Muck i Eigg queden separades l'una de l'altra per l'estret d'Eigg. Existeixen enllaços marítims entre les quatre illes de les Small Isles (Canna, Rùm, Eigg i Muck) i Mallaig, a la costa escocesa.
Es coneix Muck per la seva població de pinnípedes i per la presència de monodòntids. L'illa compta amb un hotel anomenat Port Mor House.